# Orchis
Orchis  es un género con unas veinte especies  y numerosas notoespecies de orquídeas pertenecientes a la subfamilia Orchidoideae.  Se distribuyen desde Europa hasta China. Son de hábito terrestre y presentan tubérculos.

## Etimología
Estas  orquídeas reciben su nombre del griego όρχις "orchis", que significa testículo, por la apariencia de los tubérculos subterráneos en algunas especies terrestres. La palabra 'orchis' la usó por primera vez  Teofrasto (371/372 - 287/286 a. C.), en su libro  "De historia plantarum" (La historia natural de las plantas ). Fue discípulo de Aristóteles y está considerado como el padre de la Botánica y de la Ecología.

## Hábitat
Se desarrolla en prados y terrenos a la luz solar directa o a media sombra.

## Descripción
Son plantas perennes y herbáceas. Presentan de dos a cuatro tubérculos, globosos a elipsoideos.  Los tallos son erectos, simples, cilíndricos, lisos, verdes y glabros. Las hojas son numerosas, las hay tanto caulinares como basales, de forma lanceolada a elíptica, alternas, y de margen entero, plegadas, a veces con manchas. La inflorescencia es una espiga terminal, multiflora, densa, con el eje recto, cilíndrica, erecta, con brácteas no envainadoras, generalmente membranáceas, coloreadas. Las flores son resupinadas, suberectas, sésiles. Los sépalos laterales son patentes, el central y los pétalos laterales conniventes en gálea, o todos conniventes en gálea, subiguales, libres o soldados en la base. Los pétalos laterales son semejantes a los sépalos; el labelo se halla ensanchado en la parte distal, es indiviso o con tres lóbulos distales, el central entero o con lobulillos, de longitud variable, los laterales de margen no ondulado, sin callosidades laterales ni crestas longitudinales. El espolón es largo, a veces con néctar. Los estigmas son más o menos redondeados. El rostelo con tres lóbulos, la antera es terminal y fija a la columna. Los polinios son dos, con caudículas. Los retináculos también son dos, protegidos por una bursícula bilobada. El polen se dispone en tétrades. El fruto es una cápsula, erecta, oblonga. Las semillas son planas, reticuladas, con las mallas alargadas solo en la zona media.

## Usos medicinales
La harina de sus tubérculos llamada salep es muy nutritiva y demulcente. Se usa en dietas especiales de convalecientes y niños. Es muy rica en mucílago y forma una demulcente y suave gelatina que se usa para el canal gastrointestinal irritado. Una parte de harina con cincuenta partes de agua son suficientes para formar la gelatina. El tubérculo para preparar la harina debe ser recolectado cuando la planta está recién seca después de la floración y cuando ha soltado las semillas.